# Новокиївка (Табунський район)
Новоки́ївка (рос. Новокиевка) — село (в минулому селище) у складі Табунського району Алтайського краю, Росія. Входить до складу Алтайської сільської ради.

## Населення
Населення — 127 осіб (2010; 230 у 2002).
Національний склад (станом на 2002 рік):
- росіяни — 59 %